# Famille Oddi
 (juin 2024).
Pour les articles homonymes, voir Oddi (homonymie).
La famille Oddi ou Degli Oddi est une famille de Pérouse (Ombrie) ayant son origine à la fin du XIIe siècle et dont la branche qui s'est éteinte en 1942 portait le titre de comte.

## Histoire

Blason de la famille Oddi.

L'origine de la famille est très débattue par les historiens.
Les thèses les plus plausibles est que ses premiers membres soient venus s'établir à Pérouse avec l'empereur Frédéric Barberousse à la fin du XIIe siècle
La présence des Oddi est attestée parmi les principales composantes de la population de la ville du XIIIe siècle, période à laquelle débutèrent les luttes entre les Oddi, chefs de la partie aristocratique et guelfe et les Baglioni, populaires et Gibelins
Les Oddi qui eurent le pouvoir féodal de nombreux châteaux de l'Ombrie dont ceux de Valiana, Lisciano, Valdipietra, Monte Ubicano, Pierle jouèrent un rôle important dans la vie politique et militaire de la ville de Pérouse.
Au XVe siècle ils entrèrent en conflit avec la famille des Della Corgna, parents et partisans des Baglioni. Les affrontements se concluaient souvent par le massacre de membres de la famille Oddi.
Une grande partie des possessions feudales leur furent enlevées en 1488 à la suite d'une condamnation émise par le pape Innocent VIIIe en faveur des Baglioni.
La commune de Pérouse afin de compenser les services rendus par les Oddi aussi bien en période de paix que de guerre, ainsi que pour la soumission de Cortone, donna à Miccia degli Oddi le comté de Laviano, célèbre pour avoir donné vie à sainte Marguerite de Cortone.
La famille Oddi s'unit à celle des Cardelli, avec le mariage entre Maria Maddalena degli Oddi et Carlo Cardelli.
Avec la mort de Maria Vittoria degli Oddi, épouse de Luigi Marini Clarelli, survenue le 5 décembre 1942, prit fin la principale branche perugine de la famille.